# Субхіддін Мохд Саллех
Субхіддін Мохд Саллех (англ. Subkhiddin Mohd Salleh, нар. 17 листопада 1966) — колишній малазійський футбольний арбітр. З 1995 року судив матчі Суперліги Малайзії. З 2000 року він був арбітром ФІФА. У 2008 році Субхиддін став рефері Еліт АФК і був єдиним суддею в Малайзії із цим статусом

## Кар'єра
Перша міжнародна гра Субхіддіна стала матчем кваліфікації до чемпіонату світу 2002 року між Іраком і Непалом. Мохд Саллех показав 5 жовтих карток і одну червону
Він був одним з арбітром молодіжного чемпіонату світу 2007 року у Канаді, де відсудив матч групового етапу між Панамою та Аргентиною, та чвертьфінал між Чилі та Португалією, де вилучив трьох гравців. В цьому матчі португальський гравець Зекінья вихопив червону картку з рук арбітра, коли той хотів вилучити іншого португальського гравця Ману, в результаті чого з поля був вилучений і Ману, і Зекінья. Через два роки Субхіддін працював і на наступному молодіжному чемпіонаті світу.
У 2008 році відсудив другу фінальну гру Ліги чемпіонів АФК між клубами «Аделаїда Юнайтед» і «Гамба Осака» (0:2).
Він був обраний одним з арбітрів чемпіонату світу 2010 року, ставши першим арбітром своєї країни, що отримав таку можливість, але не провів у статусі головного арбітра жодної гри. Замість цього він був у восьми іграх четвертим арбітром.
Субхіддін також працював на Кубку Азії 2011 року. У серпні того ж року завершив суддівську кар'єру.

## Турніри
- Футбольний турнір на літніх Олімпійських іграх 2004 року
- Кубок Азії 2004 року
- Юнацький чемпіонат світу з футболу 2005 року
- Клубний чемпіонат світу 2006 року
- Молодіжний чемпіонат світу 2007 року
- Молодіжний чемпіонат світу 2009 року
- Чемпіонат світу з футболу 2010 року
- Кубок Азії 2011 року